# 韩树英
韩树英（1922年10月—2022年6月30日），男，奉天（今辽宁）大连人，中华人民共和国政治人物，曾任中共中央党校副校长，第七、八届全国政协委员。